# Titularbistum Mons in Mauretania
Mons in Mauretania (ital.: Monte di Mauritania) ist ein Titularbistum der römisch-katholischen Kirche.
Es geht zurück auf ein ehemaliges Bistum in der gleichnamigen antiken Stadt in der römischen Provinz Mauretania Caesariensis im Norden von Algerien.
| Titularbischöfe von Mons in Mauretania |                             |                                                   |                    |                  |
| Nr.                                    | Name                        | Amt                                               | von                | bis              |
| 1                                      | Harold Robert Perry SVD     | Weihbischof in New Orleans (USA)                  | 29. September 1965 | 17. Juli 1991    |
| 2                                      | Henri Salina CRA            | Abt von Saint Maurice (Schweiz)                   | 21. Dezember 1991  | 3. Dezember 2007 |
| 3                                      | Joseph Ponniah              | Weihbischof in Trincomalee-Batticaloa (Sri Lanka) | 19. Februar 2008   | 3. Juli 2012     |
| 4                                      | Alberto Germán Bochatey OSA | Weihbischof in La Plata (Argentinien)             | 4. Dezember 2012   |                  |